# Jeziora Kistowskie
Jeziora Kistowskie este o arie protejată (sit de importanță comunitară — SCI) din Polonia întinsă pe o suprafață de 367,45 ha, integral pe uscat.

## Localizare
Centrul sitului Jeziora Kistowskie este situat la coordonatele 54°17′18″N 17°44′14″E / 54.2884°N 17.7373°E.

## Înființare
Situl Jeziora Kistowskie a fost declarat sit de importanță comunitară în octombrie 2009 pentru a proteja 1 specie de plante.

## Biodiversitate
Situată în ecoregiunea continentală, aria protejată conține 2 habitate naturale: Ape oligotrofe din câmpii nisipoase, cu un conținut foarte redus de minerale (Littorelletalia uniflorae), Mlaștini turboase de tranziție și turbării mișcătoare.
La baza desemnării sitului se află o specie protejată de  plante: Luronium natans.